# Władysław Malangiewicz
Władysław Jan Malangiewicz (ur. 15 maja 1883 w Warszawie, zm. 9 czerwca 1966 tamże) – polski inżynier, polityk, urzędnik ministerialny w II RP.

## Życiorys
Ukończył studia z tytułem inżyniera. Na początku XX wieku był działaczem Narodowego Związku Robotniczego. Działacz Zjednoczenia Organizacji Niepodległościowych.
Po odzyskaniu przez Polskę niepodległości wstąpił do służby państwowej II Rzeczypospolitej. Został urzędnikiem Ministerstwa Przemysłu i Handlu, w którym pełnił funkcję szefa Sekcji III Ogólnej, a 24 marca 1921 został mianowany dyrektorem departamentu. W czasie pełnienia swojej funkcji był zastępcą ministra.
2 maja 1923 został odznaczony Krzyżem Komandorskim Orderu Odrodzenia Polski „w uznaniu zasług, położonych przy organizacji urzędów Ministerstwa Przemysłu i Handlu w Rzeczypospolitej Polskiej”.
Zmarł 9 czerwca 1966. Pochowany na cmentarzu Powązkowskim w Warszawie (kwatera 291-3-5).